# داونسویو (تورنتو)
داونس ویو (انگلیسی: Downsview) محله ای در انتهای شمالی تورنتو، انتاریو، کانادا، واقع در ناحیه نورث یورک است. این منطقه نام خود را از مزرعه داونس ویو گرفته‌است که در حدود سال ۱۸۴۲ در نزدیکی تقاطع امروزی خیابان کیله و خیابان ویلسون ایجاد شد.